# Зангерхаузен (район)
Зангерхаузен (нем. Sangerhausen) — упразднённый район в Германии. Центр района был город Зангерхаузен. Район входил в землю Саксония-Анхальт. Занимал площадь 689,77 км². Население — 63 018 чел. Плотность населения — 91 человек/км².
Официальный код района — 15 2 66.
Район подразделялся на 40 общин.
1 июля 2007 года Зангерхаузен был объединён с бывшим районом Мансфельд в новый район Мансфельд-Зюдгарц.

## Города и общины
1. Зангерхаузен (30 382)

Объединения общин
Управление Альштедт-Кальтенборн
1. Альштедт (3 122)
2. Бейернаумбург (762)
3. Бланкенхайм (1 448)
4. Эмзело (622)
5. Хольденштедт (747)
6. Катариненрит (224)
7. Лидерсдорф (291)
8. Миттельхаузен (611)
9. Нидеррёблинген (450)
10. Нинштедт (421)
11. Пёльсфельд (423)
12. Зоттерхаузен (255)
13. Винкель (322)
14. Вольферштедт (766)

Управление Гольдене-Ауэ (Заксен-Анхальт)
1. Берга (1 900)
2. Брюккен (923)
3. Эдерслебен (1 149)
4. Хакпфюффель (259)
5. Кельбра (3 002)
6. Мартинсрит (196)
7. Ритнордхаузен (581)
8. Тилледа (939)
9. Валльхаузен (2 160)

Управление Росла-Зюдхарц
1. Беннунген (968)
2. Брайтенштайн (509)
3. Брайтунген (502)
4. Дитерсдорф (266)
5. Дребсдорф (107)
6. Хайнроде (354)
7. Хайн (592)
8. Клайнлайнунген (137)
9. Квестенберг (301)
10. Росла (2 331)
11. Ротлебероде (1 585)
12. Швенда (604)
13. Штольберг (1 395)
14. Уфтрунген (1 111)
15. Виккероде (301)